# Tournoi de tennis de Cali
Le tournoi de Cali est un tournoi de tennis féminin créé en 2007 se disputant à Cali sur terre battue. 
La première édition s'est déroulée en 2007 à Bogota sur le circuit ITF tandis que sa dernière édition en 2013 fait partie de la catégorie des WTA 125. Le tournoi réapparait au calendrier lors de la saison 2023.

## Palmarès

### Simple
| No | Date       | Nom et lieu du tournoi  | Catégorie      | Dotation       | Surface        | Vainqueure          | Finaliste            | Score          |                |
| -- | ---------- | ----------------------- | -------------- | -------------- | -------------- | ------------------- | -------------------- | -------------- | -------------- |
| 1  | 13-08-2007 | Copa Bionaire, Bogota   | ITF            | 25 000 $       | Terre (ext.)   | Teliana Pereira     | Frederica Piedade    | 7-62, 6-2      |                |
| 2  | 04-02-2008 | Copa Bionaire, Cali     | ITF            | 25 000 $       | Terre (ext.)   | Mathilde Johansson  | Ekaterina Shulaeva   | 3-6, 6-0, 6-1  |                |
| 3  | 09-02-2009 | III Copa Bionaire, Cali | ITF            | 50 000 $       | Terre (ext.)   | Anastasiya Yakimova | Rossana de los Ríos  | 6-3, 6-0       |                |
| 4  | 08-02-2010 | IV Copa Bionaire, Cali  | ITF            | 75 000 $       | Terre (ext.)   | Polona Hercog       | Mariana Duque Mariño | 6-4, 5-7, 6-2  |                |
| 5  | 07-02-2011 | V Copa Bionaire, Cali   | ITF            | 100 000 $      | Terre (ext.)   | Irina-Camelia Begu  | Laura Pous Tió       | 6-3, 7-61      |                |
| 6  | 06-02-2012 | VI Copa Bionaire, Cali  | ITF            | 100000+H $     | Terre (ext.)   | Alexandra Dulgheru  | Mandy Minella        | 6-3, 1-6, 6-3  |                |
| 7  | 11-02-2013 | Copa Bionaire, Cali     | WTA 125        | 125 000 $      | Terre (ext.)   | Lara Arruabarrena   | Catalina Castaño     | 6-3, 6-2       | Tableau        |
|    | 2014-2022  | Pas de tournoi          | Pas de tournoi | Pas de tournoi | Pas de tournoi | Pas de tournoi      | Pas de tournoi       | Pas de tournoi | Pas de tournoi |
| 8  | 30-01-2023 | Copa Oster, Cali        | WTA 125        | 115 000 $      | Terre (ext.)   | Nadia Podoroska     | Paula Ormaechea      | 6-4, 6-2       | Tableau        |
| 9  | 04-11-2024 | Cali Open, Cali         | WTA 125        | 115 000 $      | Terre (ext.)   | Irina-Camelia Begu  | Veronika Erjavec     | 6-3, 6-3       | Tableau        |

### Double
- 2007 :  Joana Cortez /  Roxane Vaisemberg
- 2008 :  Mailen Auroux /  Estefania Craciun
- 2009 :  Betina Jozami /  Arantxa Parra Santonja
- 2010 :  Estrella Cabeza Candela /  Laura Pous Tió
- 2011 :  Irina-Camelia Begu /  Elena Bogdan
- 2012 :  Karin Knapp /  Mandy Minella

| No | Date       | Nom et lieu du tournoi | Catégorie      | Dotation       | Surface        | Vainqueures                           | Finalistes                         | Score            |                |
| -- | ---------- | ---------------------- | -------------- | -------------- | -------------- | ------------------------------------- | ---------------------------------- | ---------------- | -------------- |
| 7  | 11-02-2013 | Copa Bionaire Cali     | WTA 125        | 125 000 $      | Terre (ext.)   | Catalina Castaño Mariana Duque Mariño | Florencia Molinero Teliana Pereira | 3-6, 6-1, [10-5] | Tableau        |
|    | 2014-2022  | Pas de tournoi         | Pas de tournoi | Pas de tournoi | Pas de tournoi | Pas de tournoi                        | Pas de tournoi                     | Pas de tournoi   | Pas de tournoi |
| 8  | 30-01-2023 | Copa Oster Cali        | WTA 125        | 115 000 $      | Terre (ext.)   | Weronika Falkowska Katarzyna Kawa     | Kyōka Okamura You Xiaodi           | 6-1, 5-7, [10–6] | Tableau        |
| 9  | 04-11-2024 | Cali Open Cali         | WTA 125        | 115 000 $      | Terre (ext.)   | Kristina Mladenovic Veronika Erjavec  | Tara Würth Katarina Zavatska       | 6-2, 7-64        | Tableau        |